# José Goñi
 (mars 2015).
Si vous disposez d'ouvrages ou d'articles de référence ou si vous connaissez des sites web de qualité traitant du thème abordé ici, merci de compléter l'article en donnant les références utiles à sa vérifiabilité et en les liant à la section « Notes et références ».
José Goñi Carrasco, né le 28 février 1948 à Concepción au Chili, est un diplomate et homme politique chilien, membre du Parti pour la démocratie. 

## Biographie
Économiste de formation, José Goñi est ambassadeur de son pays en Suède de 1997 à 2000, puis en Italie de 2000 à 2004 et au Mexique entre 2005 et 2007. Il revient au Chili où il est nommé ministre de la Défense nationale le 27 mars 2007 en remplacement de Vivianne Blanlot. Il quitte ses fonctions en 2009 pour devenir ambassadeur aux États-Unis jusqu'en 2010.